# Cyrill Kistler

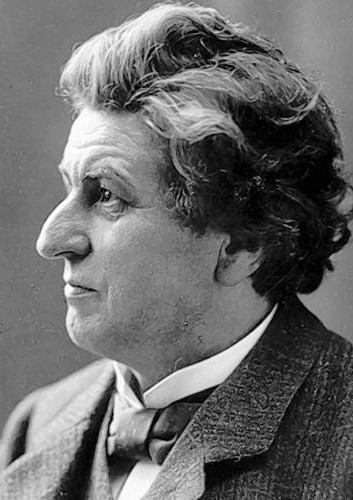
Cyrill Kistler

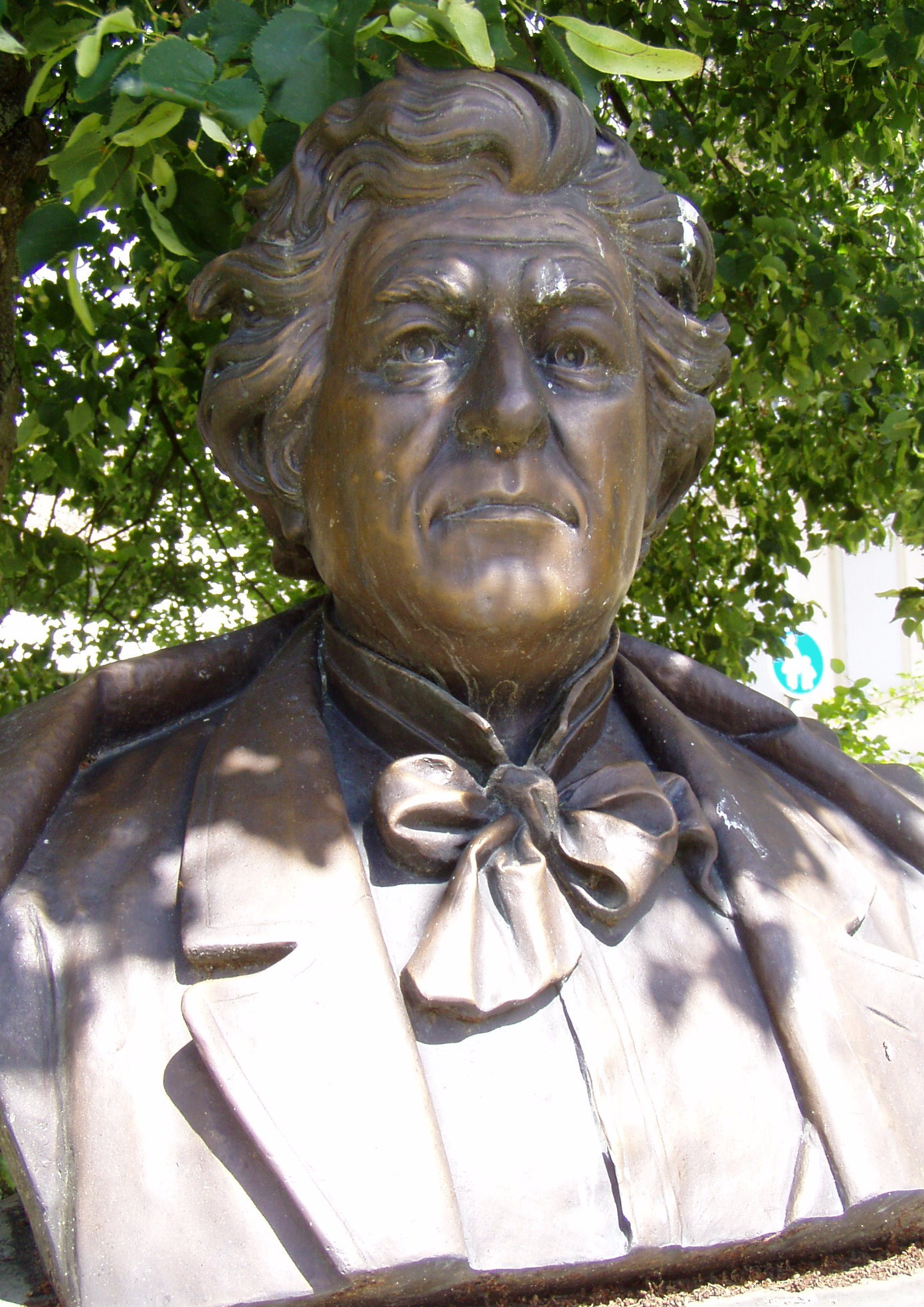
Kistler-Bronzebüste
in Bad Kissingen

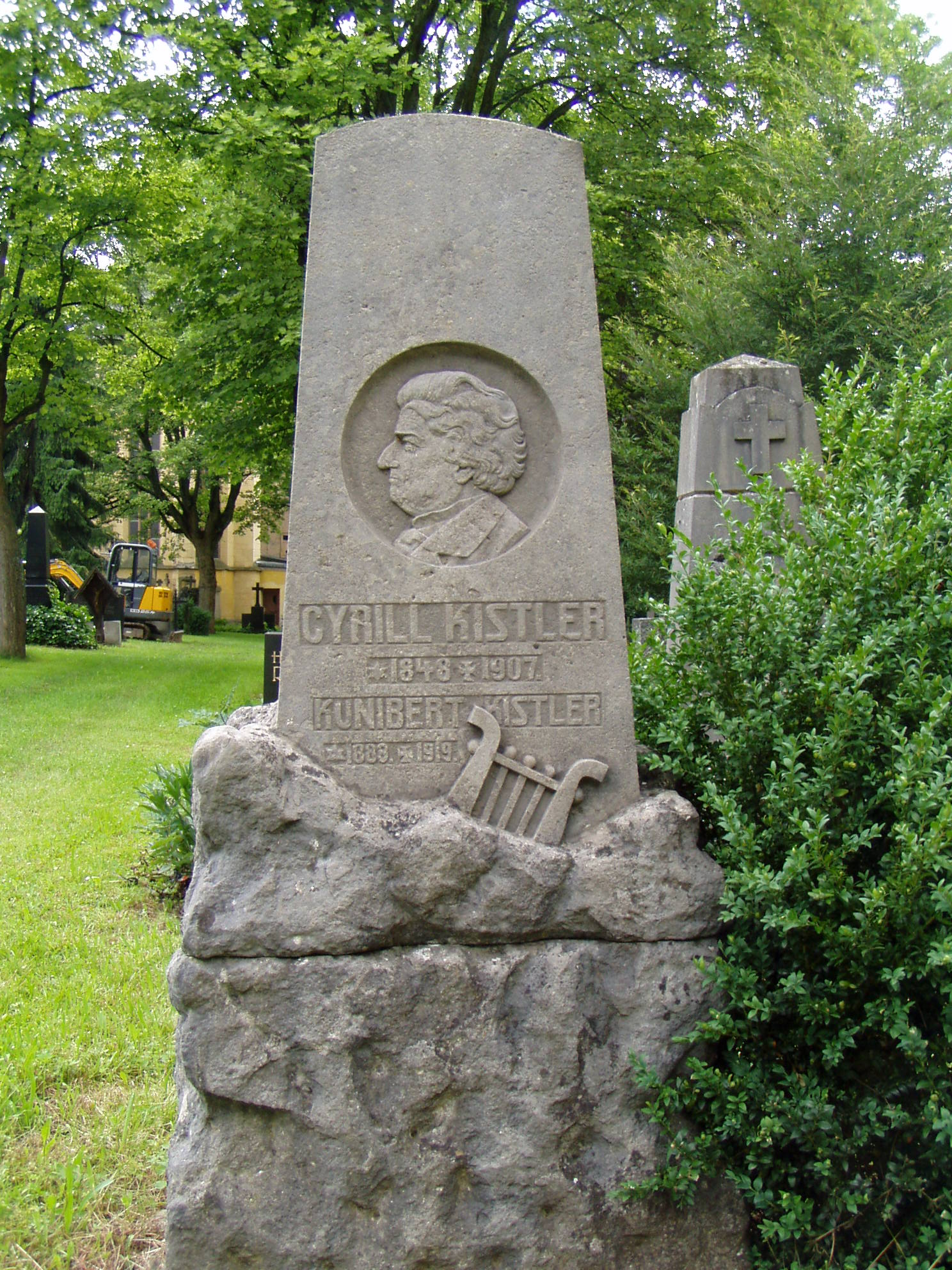
Kistler-Grabmal
Kapellenfriedhof, Bad Kissingen

Cyrill Kistler (* 12. März 1848 in Großaitingen, Schwaben; † 1. Januar 1907 in Bad Kissingen, Unterfranken) war ein deutscher Komponist, Musiktheoretiker, Musikpädagoge und Verleger.

## Leben
Kistler, der einer schwäbischen Handwerkerfamilie entstammte, besuchte von 1865 bis 1867 das Lehrerseminar in Lauingen (Schwaben). Anschließend war er zunächst Lehrer an verschiedenen Orten in Mittelschwaben. Da ihn diese Aufgabe zunehmend weniger erfüllte, verlegte er sich ausschließlich auf das Musizieren und Komponieren. Er studierte von 1876 bis 1878 an der Königlich Bayerischen Musikschule in München Orgel sowie Komposition, u. a. bei Josef Rheinberger. Danach übernahm er 1883 die Lehrstelle für Musiktheorie am fürstlichen Konservatorium in Sondershausen. 1876 lernte er Richard Wagner in Bayreuth kennen, von dessen Werk er nachhaltig kompositorisch beeinflusst wurde.
Ab 1885 in Bad Kissingen tätig, gründete er eine eigene Musikschule und gab ab 1880 die Zeitschrift Musikalische Tagesfragen. Organ für Musiker, Musikfreunde und Freunde der Wahrheit heraus. Mit krankheitsbedingten Unterbrechungen bestand diese Zeitschrift zwölf Jahre. Er komponierte Opern (z. B. Baldurs Tod, Die Kleinstädter, Kunihild, Der Schmied von Kochel und Eulenspiegel), weltliche und geistliche Chöre, Lieder, Orgel- und Klavierstücke. Im Jahr 1904 erschien Kistlers Harmonielehre Der einfache Kontrapunkt und die einfache Fuge.
Durch seine Arbeit und die Komposition von mehr als 200 Werken erlangte Kistler zu seiner Zeit einen hohen Bekanntheitsgrad. Als er im Jahr 1889 in Würzburg seine Oper Eulenspiegel uraufführte, fand Richard Strauss deren Text „unbeholfen“ und „erheiternd“. Er nahm Kistlers Oper zum Anlass, wenige Jahre später seine Tondichtung Till Eulenspiegels lustige Streiche zu komponieren. Richard Wagner bezeichnete seinen Freund Kistler als seinen einzig würdigen Nachfolger. Einer seiner Schüler war der Pianist Mieczysław Horszowski. 
Heute ist Kistlers Musik weitgehend vergessen. Sein Grab befindet sich auf dem Kapellenfriedhof in Bad Kissingen.

## Werke (Auswahl)
- Musiktheoretische Schriften, 2. Auflage, Verlag C.F. Schmidt, Heilbronn 1898–1904.
  - Band 1: Harmonielehre.
  - Band 2: Der einfache Kontrapunkt. Der Dreisatz und Zweisatz. Die einfache Fuge. (System Rheinberger-Kistler.)
  - Band 3: Der doppelte Kontrapunkt, die Doppelfuge, die dreistimmige und zweistimmige Fuge.
  - Band 4: Der drei-, vier- und fünfstimmige Kontrapunkt. Höchste Kunst der Polyphonie. Die Fuge zu drei, vier und fünf Stimmen.

- Drei Männerchöre op. 34 (Ständchen; Über Nacht; Jägers Leid). Neuausgabe 2016 Sonat-Verlag, Kleinmachnow
- Festmarsch für großes Orchester op. 41
- Große Fantasie für Konzertharmonium oder Orgel op. 77
- Die Hexenküche (eine sinfonische Dichtung nach Goethes Faust) op. 130

## Ehrungen
- In Bad Kissingen wie auch in Großaitingen gibt es einen Cyrill-Kistler-Weg.
- In Großaitingen steht ein Gedenkstein gegenüber seinem Geburtshaus.